# Gerald A. Cohen
Gerald Allan Cohen (auch bekannt als G. A. Cohen bzw. Jerry oder Gerry Cohen; * 14. April 1941 in Montreal, Kanada; † 5. August 2009 in Oxford, Vereinigtes Königreich) war Professor für Gesellschaftstheorie und Politische Theorie an der University of Oxford.

## Leben
Cohen wuchs in einem kommunistisch geprägten, areligiösen jüdischen Elternhaus in Montreal auf, besuchte bis zu deren Auflösung 1952 die von einer kommunistischen jüdischen Organisation betriebene Morris Winchevsky Yiddish School, und begann sich bereits als Jugendlicher in der Kommunistischen Partei Kanadas zu engagieren. Er studierte Politikwissenschaft und Philosophie an der heimischen McGill University und an der University of Oxford, wo er u. a. von Gilbert Ryle und Isaiah Berlin beeinflusst wurde. Seine Sympathien für den Realsozialismus verschwanden im Laufe der 1960er Jahre, nachdem er in den Jahren 1962 und 1964 Ungarn und die Tschechoslowakei bereist hatte sowie aufgrund des sowjetischen Eingreifens gegen den Prager Frühling 1968. Davon unberührt blieben Cohens sozialistische Überzeugungen, die er bis zu seinem Tod vertrat.
Er war ab 1963 Dozent am University College London, ab 1985 bis zu seiner Emeritierung 2008 Chichele Professor für Sozialphilosophie und Politische Theorie an der University of Oxford. Neben seiner Lehrtätigkeit in Oxford unterrichtete Cohen regelmäßig als Gastprofessor an der Columbia University in New York.
Cohen war zweimal verheiratet und hatte zwei Kinder aus seiner ersten Ehe. Er starb im Alter von 68 Jahren nach einem Schlaganfall.

## Werk
Cohen war neben Jon Elster und John Roemer einer der führenden Köpfe und Mitbegründer des Analytischen Marxismus, einer Strömung, die die Theorien von Karl Marx mit den Mitteln der Analytischen Philosophie untersucht. Sein 1978 erschienenes erstes Buch, Karl Marx’s Theory of History: A Defence, gilt bis heute als ein Gründungsdokument dieses Ansatzes. Cohen rekonstruiert und verteidigt in diesem Werk den historischen Materialismus Marx' mit den Mitteln der analytischen Sprachphilosophie und der Theorie der rationalen Entscheidung. Damit wendete er sich vehement gegen die bis heute vorherrschende dialektische Interpretation der Marx'schen Gesellschaftstheorie, die er als wissenschaftlich nicht überprüfbar ablehnt.
In den 1990er Jahren wandte sich Cohen zunehmend in seiner philosophischen Arbeit vom Marxismus ab und konzentrierte sich auf Studien zum Begriff und zur Rechtfertigung des moralischen Egalitarismus, den er als den eigentlichen normativen Kern des sozialistischen Denkens verstand und zu verteidigen suchte.  In teils furios geführten Auseinandersetzungen mit Robert Nozick und John Rawls vertrat Cohen eine radikale Auffassung moralischer Gleichheit als Inbegriff sozialer Gerechtigkeit und forderte ein Ethos der Gleichheit auf persönlicher und gesellschaftlicher Ebene ein. Sein letztes zu Lebzeiten erschienenes Buch, Rescuing Justice and Equality, ist eine Bilanz dieser gut zwei Jahrzehnte währenden Debatte. Eine Vorstudie zu diesem Projekt, If you're an egalitarian, how come you're so rich?, liegt auf Deutsch unter dem Titel Gleichheit ohne Gleichgültigkeit vor.

## Schriften (Auswahl)
- Karl Marx' theory of history. A defence, Oxford University Press 1978 (ISBN 0-691-02008-6); erweiterte Auflage 2000 (ISBN 0-19-924206-2)
- History, Labour and Freedom. Themes from Marx, Oxford University Press 1988 (ISBN 978-0198247791).
- Self-ownership, freedom and equality, Cambridge University Press 1995 (ISBN 0-521-47174-5)
- If you're an egalitarian, how come you're so rich?, Harvard University Press 2000 (ISBN 0-674-00218-0); deutsche Übersetzung: Gleichheit ohne Gleichgültigkeit. Politische Philosophie und individuelles Verhalten, 2001 (ISBN 3-434-53094-0)
- Rescuing justice and equality, Harvard University Press 2008 (ISBN 978-0-674-03076-3)
- Why Not Socialism? Princeton University Press 2009 (ISBN 978-0-691-14361-3); deutsche Übersetzung: Sozialismus. Warum nicht?, 2010 (ISBN 3-813-50381-X)